# Geum lobatum
Geum lobatum är en rosväxtart som först beskrevs av William Baldwin, och fick sitt nu gällande namn av Jenny E.E. Smedmark. Geum lobatum ingår i släktet nejlikrotsläktet, och familjen rosväxter. Inga underarter finns listade i Catalogue of Life.